# Edward Lindberg
Edward Ferdinand Jacob Lindberg (Cherokee, 9 novembre 1886 – Highland Park, 16 febbraio 1978) è stato un velocista statunitense, vincitore due medaglie ai Giochi olimpici di Stoccolma 1912.

## Palmarès
| Anno | Manifestazione  | Sede      | Evento              | Risultato | Tempo  |
| ---- | --------------- | --------- | ------------------- | --------- | ------ |
| 1912 | Giochi olimpici | Stoccolma | 400 m               | Bronzo    | 48"4   |
| 1912 | Giochi olimpici | Stoccolma | Staffetta 4 × 400 m | Oro       | 3'16"6 |